# Теребинский, Наум Варлаамович
Наум Варлаамович Теребинский (вариант отчества Варламович; 1 (13) декабря 1851 — после 1908) — студент духовной семинарии, врач, гласный Оренбургской городской думы, депутат III Государственной думы Российской империи от Оренбургской губернии (1907—1908). Отец Н. Н. Теребинского.

## Биография
Разные источники сообщают несколько отличающихся версий даты рождения Наума Теребинского: по одним данным он появился на свет 1 декабря 1851 года, по другим — 1 января 1851, а иногда встречается и 1 декабря 1852 года. Наиболее вероятно, что Теребинский окончил медицинский факультет Казанского университета, хотя и тут между энциклопедиями существует расхождение: по несколько отличной версии, он, по окончании духовной семинарии, в 1871 году поступил в Московский Императорский университет, который окончил в 1876 году.
Со времени получения высшего медицинского образования по 1890 год Теребинский служил врачом «в разных местах» Оренбургской губернии. К 1907 году он уже восемнадцать лет практиковал в самом Оренбурге и окрестностях, имея годовое жалованье около 12 тысяч рублей. Кроме того, Наум Варлаамович являлся также и домовладельцем: принадлежащее ему недвижимое имущество было оценёно в 8 тысяч рублей (на 1907 год).

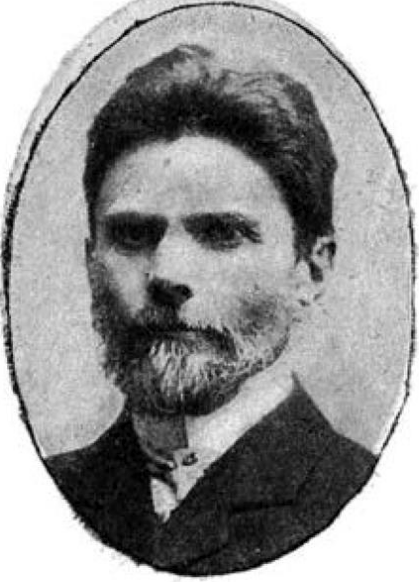
Н. В. Теребинский

Во второй половине 1906 года Наум Варлаамович возглавил Оренбургскую организацию Партии мирного обновления, членами которой числилось около 140 человек. Кроме того, он являлся гласным местной городской думы: к 1907 году он состоял в этой должности уже двенадцать лет.
15 октября 1907 года личный дворянин Н. В. Теребинский был избран в Третью Государственную думу Российской империи от первого съезда городских избирателей Оренбургской губернии.
Политические предпочтения Наума Варлаамовича до конца не ясны: по одним данным, в III Думе он вошёл во фракцию «Союза 17 октября» (стал «октябристом», по думской классификации), по другим — продолжил быть «мирнообновленцем». Известно, что Теребинский состоял членом парламентских комиссии по исполнению государственной росписи доходов и расходов, а также комиссии о мерах борьбы с пьянством (антиалкогольной).
18 марта (или 18 апреля) 1908 года Теребинский заявил о сложении с себя депутатских полномочий из-за принятия Госдумой законопроекта об Амурской железной дороге. Дальнейшая, «последумская» судьба Наума Варлаамовича на сегодняшней день неизвестна.

## Семья
По состоянию на 1907 год Наум Теребинский был женат.
Сын: Николай Наумович Теребинский (1880—1959) — профессор хирургии, один из пионеров экспериментальной хирургии открытого сердца, оперировал А. П. Маресьева и М. И. Калинина.